# Jonathan Knight
Jonathan Rashleigh Knight (Worcester, Massachusetts, 29 de novembre de 1968) és un cantant estatunidenc. Forma part de la boy band New Kids on the Block, juntament amb Donnie Wahlberg, Joey McIntyre, Danny Wood i el seu germà petit, Jordan. És el membre més antic de la banda i el primer en abandonar-la el 1994, abans de la seva separació oficial.

## Primers anys
Knight va néixer a Worcester (Massachusetts) de Marlene Putnam i Allan Knight. És el cinquè de sis fills: Allison, Sharon, David, Christopher, i Jordan. Els seus pares són tots dos sacerdots episcopals.

## New Kids on the Block
Des de 1984 fins a 1994, Knight va ser membre de la premiada banda estatunidenca New Kids on the Block. Van arribar a vendre més de 80 milions de discos a tot el món. El grup es va separar el 1994 després que ell abandonés la banda durant la gira de l'àlbum Face the Music.
La primavera de 2008, Knight va tornar al món de l'espectacle retrobant-se amb els altres quatre membres de New Kids on the Block. Van llançar el seu setè àlbum, i el primer en 14 anys, The Block, el 2 de setembre de 2008. Per confirmar el seu retrobament i anunciar el nou disc, van actuar junts en directe el 16 de maig de 2008.
Van organitzar una gira mundial per al nou àlbum, que es va iniciar a Toronto el 18 de setembre de 2008. El primer senzill, "Summertime", va arribar a ser la novena cançó més escoltada del Canadà i va entrar en la llista de les 30 en les llistes dels Estats Units. L'agost de 2008 van llançar "Single", el seu segon senzill.

## Vida personal
Knight és el germà gran de Jordan. En els anys posteriors després de la primera dissolució del grup, Knight va treballar com a inversor de béns immobles a Essex (Massachusetts) i no poques vegades va fer aparicions públiques o donar entrevistes. El 2000 es va revelar que havia patit de trastorn d'ansietat generalitzada des del principi de la seva carrera amb els New Kids on the Block. Va recórrer a ajuda mèdica i la seva salut va millorar. El 2011 va aparèixer al programa de telerealitat de MTV True Life per ajudar un fan que patia trastorn de pànic.
A principis de 1990 Knight va estar vinculat amb la cantant pop Tiffany Darwish; tots dos van negar a sortir en el moment. El 2009 el National Enquirer va publicar un article del seu antic xicot i va fer-lo sortir de l'armari com a homosexual. En una entrevista de gener de 2011,Tiffany va declarar que és homosexual i després ell ho va confirmar afirmant: "He viscut la meva vida molt obertament i mai he amagat el fet que sóc gai". En una nota al blog de New Kids on the Block, va escriure: "Pel que sembla, el requisit previ per ser una figura pública gai és aparèixer a la portada d'una revista amb el subtítol 'Sóc gai'. Em disculpo per no haver fet és el que s'esperava!".
Knight ha estat en una relació amb Harley Rodriguez des del 2008. Els dos van participar en la 26a temporada de la sèrie de telerealitat The Amazing Race, que es va emetre a la CBS a principis de 2015, on van quedar novena en la classificació. Els dos es van comprometre quan Knight va proposar-li el 15 de novembre de 2016, mentre estiuejaven a l'Àfrica.